# Prova de la marxa de 6 minuts
La prova de la marxa de 6 minuts (PM6M o 6MWT per les sigles en anglès) és una prova mèdica en que es tracta de caminar a un ritme ràpid; on la mesura principal és la distància a peu assolida en 6 minuts, però durant la prova també es poden recollir dades sobre la saturació d'oxigen en sang del pacient i la percepció de falta d'aire durant l'esforç. És una prova segura, fàcil de realitzar, ben tolerada i reflecteix la capacitat en les activitats de la vida diària.

## Ús clínic
Serveix per mesurar la capacitat d'exercici del pacient i avaluar la resposta a diversos tractaments, així com establir el pronòstic en diferents malalties de cor o pulmons, com la insuficiència cardíaca crònica, la hipertensió pulmonar, la malaltia pulmonar obstructiva crònica, la fibrosi pulmonar, etc 

## Realització de la prova
El pacient ha de caminar per un passadís (no s'ha d'utilitzar una cinta de córrer on el pacient ajusti la velocitat i/o el pendent) i quan es fa la prova, no s'ha de caminar amb el pacient, que ha de caminar sol, no amb altres pacients. Només s'han d'utilitzar frases estandarditzades mentre es parla amb el pacient, perquè el vostre ànim i entusiasme poden marcar una diferència de fins a un 30% en la PM6M.